# Holcim
Die Holcim AG mit Hauptsitz in Zug in der Schweiz zählt zu den grössten Baustoffproduzenten der Welt. Laut Forbes Global 2000 belegt Holcim Rang 275 unter den grössten börsenorientierten Unternehmen der Welt (Stand 2024).
Der Name Holcim leitet sich aus dem früheren Unternehmensnamen Holderbank (nach dem gleichnamigen Ort) und vom französischen Substantiv ciments für Zement ab. Nach der Fusion mit Lafarge im Jahr 2016 hiess der Konzern vorübergehend LafargeHolcim. Im Jahr 2021 wurde der Konzern wieder in Holcim umbenannt.

## Geschichte

### Gründung und Expansion

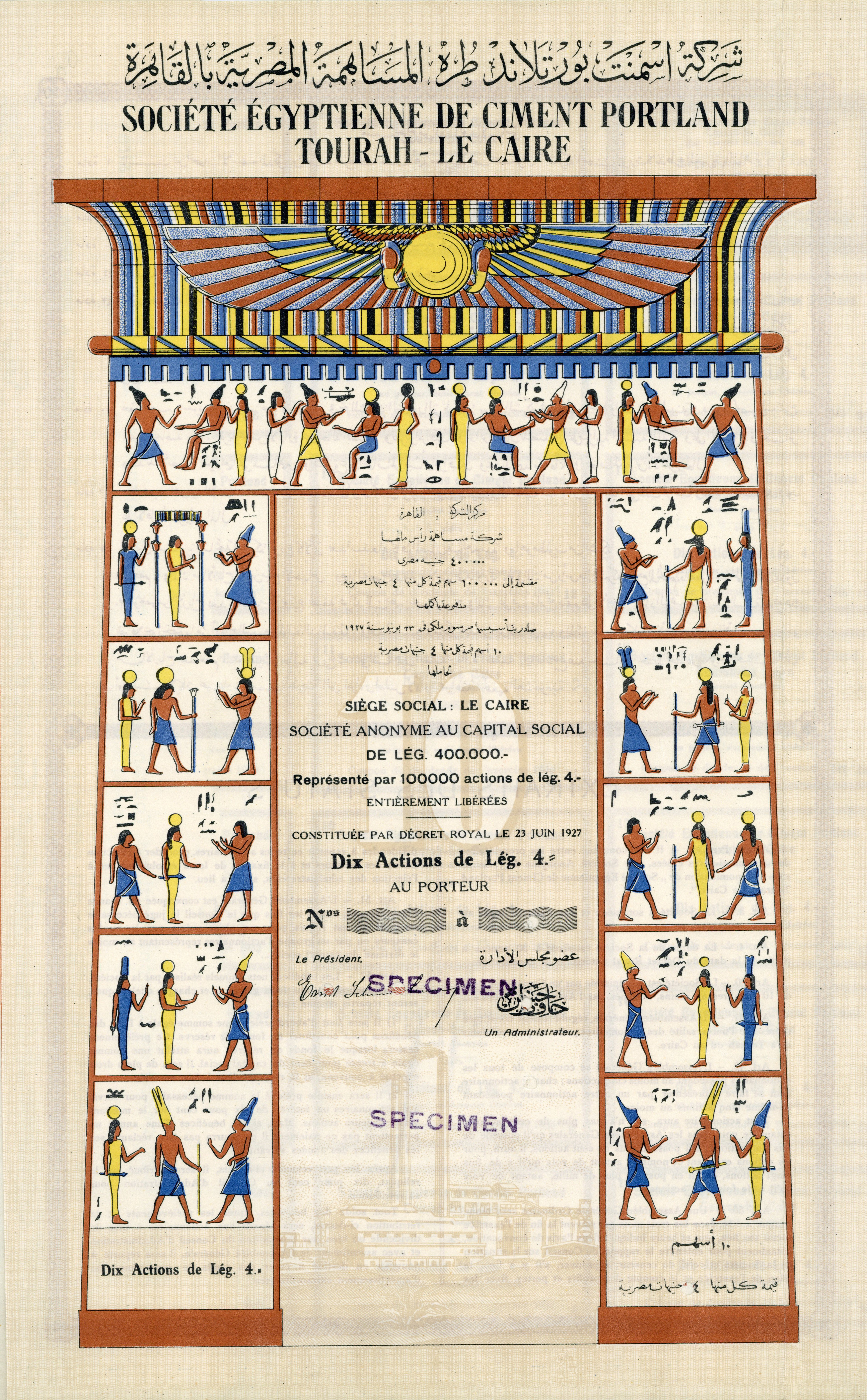
Aktienmuster der Société Egyptienne Ciment Portland Tourah-Le Caire aus dem Jahr 1927 mit Unterschrift von Ernst Schmidheiny als Präsident. Das von ihm gegründete Zementwerk wurde zum Vorzeigeunternehmen Ägyptens.

Im Dorf Holderbank im Kanton Aargau in der Schweiz wurde das Unternehmen 1912 als Aargauische Portlandcementfabrik Holderbank-Wildegg gegründet. In den 1920er Jahren – bereits unter dem Firmennamen Holderbank respektive Holderbank Cement und Beton (HCB) bekannt – expandierte es nach Europa und 1927 nach Ägypten.
Nach dem Zweiten Weltkrieg kamen Beteiligungen im nord- und südamerikanischen Raum hinzu, ab den 1970er Jahren auch solche in Asien. Seit 1958 ist der Konzern börsennotiert.
Von 1996 bis 2003 war die Eternit AG mit Sitz in Niederurnen eine Konzerngesellschaft der Holcim. 1997 wurde die Firma Etertub als Tochtergesellschaft der Eternit AG gegründet. Das 1995 gekaufte Unternehmen wurde 2003 an die BA Holding um den Investor Bernhard Alpstaeg, welcher seit Jahren als Mehrheitsaktionär und Leiter der Swisspor-Gruppe amtet, verkauft. Bei der Etertub AG erfolgte ein Management-Buy-out.
Anfang 2005 übernahm Holcim für insgesamt etwa 3,5 Milliarden Euro die britische Aggregate Industries und die indische ACC-Gruppe. 2005 begann eine strategische Allianz mit Cemento de El Salvador, die 2010 übernommen wurde. Die Familiendynastie Schmidheiny besitzt seit Oktober 2011 mehr als 20 % der Aktien.
Holcim war 2005, 2006 und 2007 Leader of Industry im Dow Jones Sustainability Index und hat sich verpflichtet, bis 2010 den konzernweiten Ausstoss von Kohlendioxid gegenüber 1990 um 20 Prozent zu senken.

### Fusion mit Lafarge
Am 7. April 2014 teilten Holcim und Lafarge mit, einen «Zusammenschluss unter Gleichen durch Aktientausch» anzustreben. Der neue Synergien nutzende Konzern LafargeHolcim hat seinen Sitz in der Schweiz, fast 140'000 Mitarbeiter und über 30 Mrd. Euro Jahresumsatz. Die Fusion der beiden Unternehmen wurde am 14. Juli 2015 mit der Umbenennung der Holcim Ltd. in LafargeHolcim Ltd. und der zusätzlichen Notierung der Aktien an der Euronext Paris abgeschlossen.
An der Generalversammlung vom 4. Mai 2021 haben die Aktionäre die beantragte Umfirmierung des Holdingnamens von LafargeHolcim Ltd. in Holcim Ltd. genehmigt. Der neue Holdingname wird mit Eintragung im Handelsregister wirksam. Zudem genehmigten sie die Verlegung des Hauptsitzes von Rapperswil-Jona nach Zug.
Im Herbst 2021 stieg Holcim aus dem brasilianischen Markt aus und verkaufte für 1,03 Milliarden Dollar ihre Unternehmen an Companhia Siderúrgica Nacional.
Infolge der Sanktionen gegen Russland seit dem Überfall auf die Ukraine kündigte Holcim Ende März 2022 an, aus dem Russland-Geschäft aussteigen zu wollen, und suchte für ihre drei in Russland betriebenen Zementwerke – mit über 1000 Angestellten – einen Käufer.
Holcim bestellte 2023 Elektro-Lkw Volvo FH Electric. Die ersten 130 Fahrzeuge werden in den Jahren 2023 und 2024 ausgeliefert, die übrigen der 1000 Fahrzeuge bis 2030.
Im Januar 2024 kündigte Holcim Pläne an, 100 % seines Nordamerika-Geschäfts auszugliedern. Am 23. Juni 2025 schloss das Unternehmen diesen Prozess mit der Börsenkotierung von Amrize ab. Holcim bleibt weiterhin an der SIX Swiss Exchange gelistet und wird seine Strategie «NextGen Growth 2030» so wie im März 2025 vorgestellt umsetzen. Mit Hauptsitz in der Schweiz und einer Kotierung an der SIX Swiss Exchange nimmt Holcim führende Positionen in Europa, Lateinamerika sowie in Asien, dem Nahen Osten und in Afrika ein.

## Aktionäre
Teilweise unterschiedliche Werte je nach Quelle:
- Thomas Schmidheiny: 6,5 %
- BlackRock: 5,2 %
- Holcim Ltd: 4,9 %
- UBS: 5,6 %
- Martin and Rosmarie Ebner: 3,1 %

Nicht mehr aufgeführt:
- Groupe Bruxelles Lambert: 9,4 %
- NNS Jersey Trust: 5,8 %
- Harris Associates Investment Trust: 5,0 %
- Streubesitz: 74,42 %

## Konzernstruktur
Vor der Fusion mit Lafarge war Holcim alleine bereits in mehr als weltweit 70 Ländern tätig.

### Unternehmen und Marken
Holcim unterscheidet zwischen «Mitgliedern» (Unternehmen oder Unternehmensgruppen, die zum Konzern gehören) und Marken des Konzerns.

Logo Holcim

Logo Lafarge

Unternehmen
- Aggregate Industries
- Disensa
- Elevate
- Geocycle
- Holcim
- Lafarge
- PRB Group

Marken
- Aggneo
- Airium
- Ductal
- DYNAMax
- EcoCycle
- EcoPact
- EcoPlanet
- Hydromedia
- Tector

### Holcim in der Schweiz
In der Schweiz kontrolliert Holcim heute mehr als die Hälfte des Zementmarktes und hält bedeutende Anteile im Kies- und Betonmarkt. Das schweizweit älteste Werk des Konzerns in Brunnen wurde im Juni 2008 geschlossen, da zur Verbesserung der Energieeffizienz und zur Einhaltung der neuen Vorgaben der Luftreinhalteverordnung für die nicht mehr zeitgemässe Anlage hohe Investitionskosten angefallen wären. Für die verbliebenen 44 Mitarbeiter wurde in Zusammenarbeit mit den Gewerkschaften Syna und Unia ein Sozialplan ausgearbeitet.

### Holcim in Deutschland

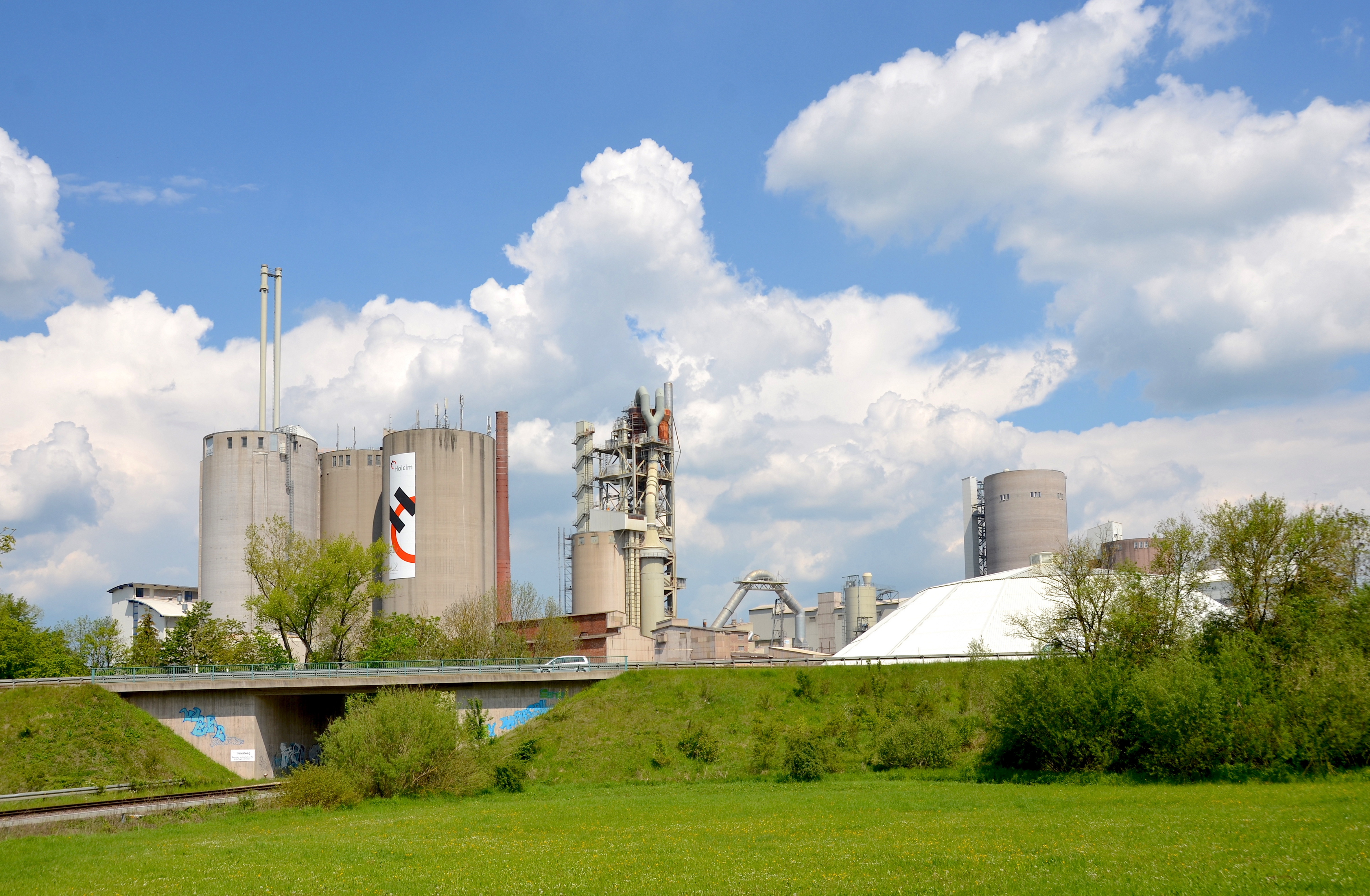
Holcim-Werk in Dotternhausen (2019)

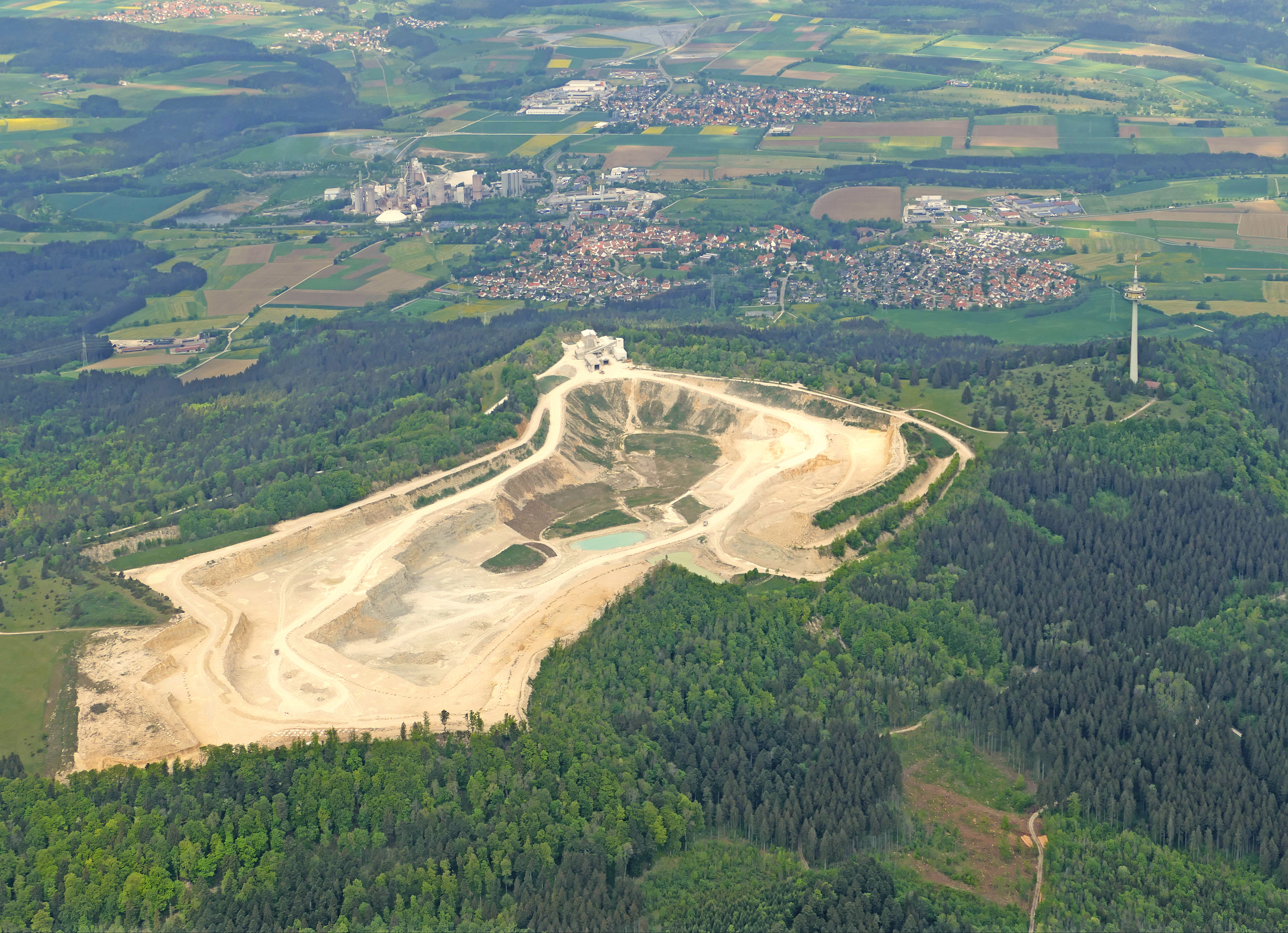
Luftbild des Steinbruchs des Zementwerks Dotternhausen

Deutsche Holcim-Werke befinden sich unter anderem in der Nähe von Hannover in Sehnde-Höver, dem Werk der ehemaligen Nordcement AG (später Alsen AG), in Lägerdorf nördlich von Hamburg, dem Werk der ehemaligen Alsen-Breitenburg GmbH, sowie seit 2004 im baden-württembergischen Dotternhausen, südwestlich von Balingen, dem Werk der früheren Rohrbach Zement GmbH & Co. KG. Auch die mittlerweile stillgelegte Zementfabrik in Hemmoor der früher börsennotierten Hemmoor Zement AG gehörte seit 1972 zur Holcim-Gruppe.
Daneben unterhält bzw. unterhielt Holcim eine Reihe von Abbaubetrieben für von Bau- und Baustoffindustrie benötigte Rohstoffe, darunter die Schinkel Grube, die Kreidegrube Saturn und die Höver Grube. Im seit 2008 zur Gruppe gehörenden Kieswerk in Rheinzabern fällt als Nebenprodukt Gold aus Sekundärablagerungen des Rheins (Rheingold) an. Dieses Werk ist gleichzeitig der einzige offizielle Goldproduzent Deutschlands.

### Kennzahlen
- Wiederkehrender EBITDA: 6,153 Milliarden CHF
- Konzerngewinn: 2,072 Milliarden CHF
- Wertminderungen/Abschreibungen: 3,501 Milliarden CHF
- Produktionskapazität Zement: 318,4 Millionen t
- Absatz Zuschlagstoffe: 278,7 Millionen t
- Absatz Transportbeton: 50,6 Mio. m³

Stand: 31. Dezember 2017

### Stiftung
Der Baustoffkonzern gründete 2003 die Holcim Foundation for Sustainable Construction, welche im Oktober 2015 in LafargeHolcim Foundation for Sustainable Construction umbenannt wurde. Die Stiftung veranstaltet einen globalen Architekturwettbewerb zum Thema nachhaltigen Bauens (Holcim Awards). Alle drei Jahre werden zunächst in den fünf Weltregionen jeweils drei Architekturprojekte prämiert. Beurteilungskriterien sind Nachhaltigkeit, ökologische und ästhetische Qualität, ethische Anforderungen und Wirtschaftlichkeit. Die 15 Gewinner nehmen anschliessend an der globalen Endausscheidung teil, die erstmals im April 2006 stattfand. Das Preisgeld ist für die Branche ungewöhnlich hoch, es beträgt pro Wettbewerbsrunde insgesamt 2 Millionen US-Dollar. Zu den Preisträgern gehören unter anderem Christoph Ingenhoven, Diébédo Francis Kéré und realities:united. Im Jahr 2021 wurde die Stiftung wieder auf den alten Namen umbenannt.

### Startup- und Digitalisierungs-Initiative
Ende 2018/Anfang 2019 startete das Unternehmen die «Plants of Tomorrow»-Initiative, um Automatisierungstechnologie und Robotik, Künstliche Intelligenz, prädiktive Instandhaltung («Predictive Maintenance») und digitale Zwillingstechnologien («Digital Twins») im gesamten Produktionsprozess seiner 270 Werke einsetzen. LafargeHolcim verspricht sich davon dauerhaft operative Effizienzsteigerung von 15 bis 20 Prozent. Im Rahmen der Digitalisierungs-Bestrebungen gründete LafargeHolcim die «LH Maqer»-Plattform als Digital- und Startup-Accelerator. Unter anderem soll LH Maqer Startups Zugang zum Baustoffsektor bieten, um gemeinsam mit dem Konzern Innovationen in grossem Umfang voranzutreiben. Unterhalb der Marke LH Maqer wurden industrie-spezifische Segmente wie der «LH Manufacturing Maqer» gegründet.

## Kritik
Im Jahr 2008 wurde Holcim für den Negativpreis Public Eye Award nominiert. Der Grund war das Verhalten der indischen Tochtergesellschaft Associated Cement Companies, die Holcim im Jahr 2005 übernommen hatte. Dem Konzern wurde damals vorgeworfen, sich in Indien nicht an die Mindestlöhne zu halten, zweifelhafte Methoden beim Ankauf von Land anzuwenden und die Preise für Zement in die Höhe zu treiben.
Holcim wird vorgeworfen, in der Gemeinde Schalkholz in Schleswig-Holstein einen Kiesabbau illegal als Mülldeponie genutzt zu haben. Dort sollen Bauschutt, Teerbrocken und Kunststoffe vergraben worden sein. Holcim hatte geplant, die Kiesgrube dementsprechend zu nutzen, allerdings keine Genehmigung beantragt. Holcim kündigte 2015 gegenüber dem NDR-Magazin Panorama 3 an, die Vorgänge zu prüfen und vorhandene «Fremdmaterialien» zu entfernen.
Für Wilkenburg bei Hannover reichte das Unternehmen 2014 einen Antrag auf Kiesabbau im Landschaftsschutzgebiet Obere Leine ein, an dem es seit der Entdeckung des römischen Marschlagers von Wilkenburg im Jahr 2015 im geplanten Abbaugebiet festhält. Der Abbau würde die archäologischen Reste des Lagers zerstören. Archäologen des Niedersächsischen Landesamtes für Denkmalpflege möchten die Fundstelle als Forschungsreserve für zukünftig verbesserte Untersuchungsmethoden erhalten.
Im Jahr 2016 gab es erste Berichte, wonach Lafarge vor der Fusion mit Holcim in den Jahren 2013 und 2014 Schutzgeld an den Islamischen Staat (IS) gezahlt hatte, um so ein Zementwerk in Syrien vor der Schliessung und eventuellen Einnahme des IS zu schützen. Das Werk wurde im September 2014 geschlossen und die Mitarbeiter evakuiert. Nach einer internen Untersuchung der Geschehnisse in Syrien, gab LafargeHolcim im März 2017 zu, dass in Syrien Gelder an «Dritte» geflossen sind um den Betrieb aufrechterhalten zu können, sowie den Mitarbeitern sicheren Zugang zum Werk zu gewährleisten. Die Empfänger der Gelder seien jedoch nicht mehr genau ermittelbar. Man gab auch an, dass die getroffenen Massnahmen «nicht akzeptierbar» gewesen seien.
Im Zusammenhang mit der Syrienaffäre gab LafargeHolcim im April 2017 bekannt, dass Eric Olsen (CEO) im Juli des Jahres das Unternehmen verlassen wird. Im Mai wurde ausserdem bekannt gegeben, dass Jan Jenisch, zuvor CEO der Sika AG, zum 16. Oktober 2017 den Posten als CEO übernimmt. Im Oktober 2022 zahlte das Unternehmen wegen der Syrienaffäre eine Strafe von 778 Millionen US-Dollar, nachdem es sich vor einem US-amerikanischen Gericht schuldig bekannt hatte.
Um gegen den Ausbau des Steinbruchs der Holcim (Schweiz) AG – eine Tochtergesellschaft von LafargeHolcim – auf dem Mormont im Kanton Waadt zu demonstrieren, haben Umweltaktivisten im Oktober 2020 den Mormont mit der ZAD de la colline besetzt.